# Kollo
Kollo – miasto w południowo-zachodnim Nigrze, w regionie Tillabéri, w departamencie Kollo, którego jest stolicą. Według danych szacunkowych na rok 2013 Kollo liczyło 15 293 mieszkańców.